# De componendis cifris
De componendis cifris o De cifris è un trattato di Leon Battista Alberti del 1466 ca. che rappresenta una svolta nella tecnica crittografica occidentale.

## Origine del trattato
Il trattato sulle cifre di Leon Battista Alberti esiste in 15 copie manoscritte conservate in alcune biblioteche italiane e straniere. Si intitola De Componendis Cifris o De Cifris secondo i vari copisti. Stampato nel 1568 a Venezia in traduzione italiana con il titolo La Cifra, il trattato è stato apprezzato nella sua importanza solo nella prima metà del XX secolo. I manoscritti sembrano essere sopravvissuti fino ai nostri giorni più in virtù della notorietà dell'autore che per il loro contenuto intrinseco.

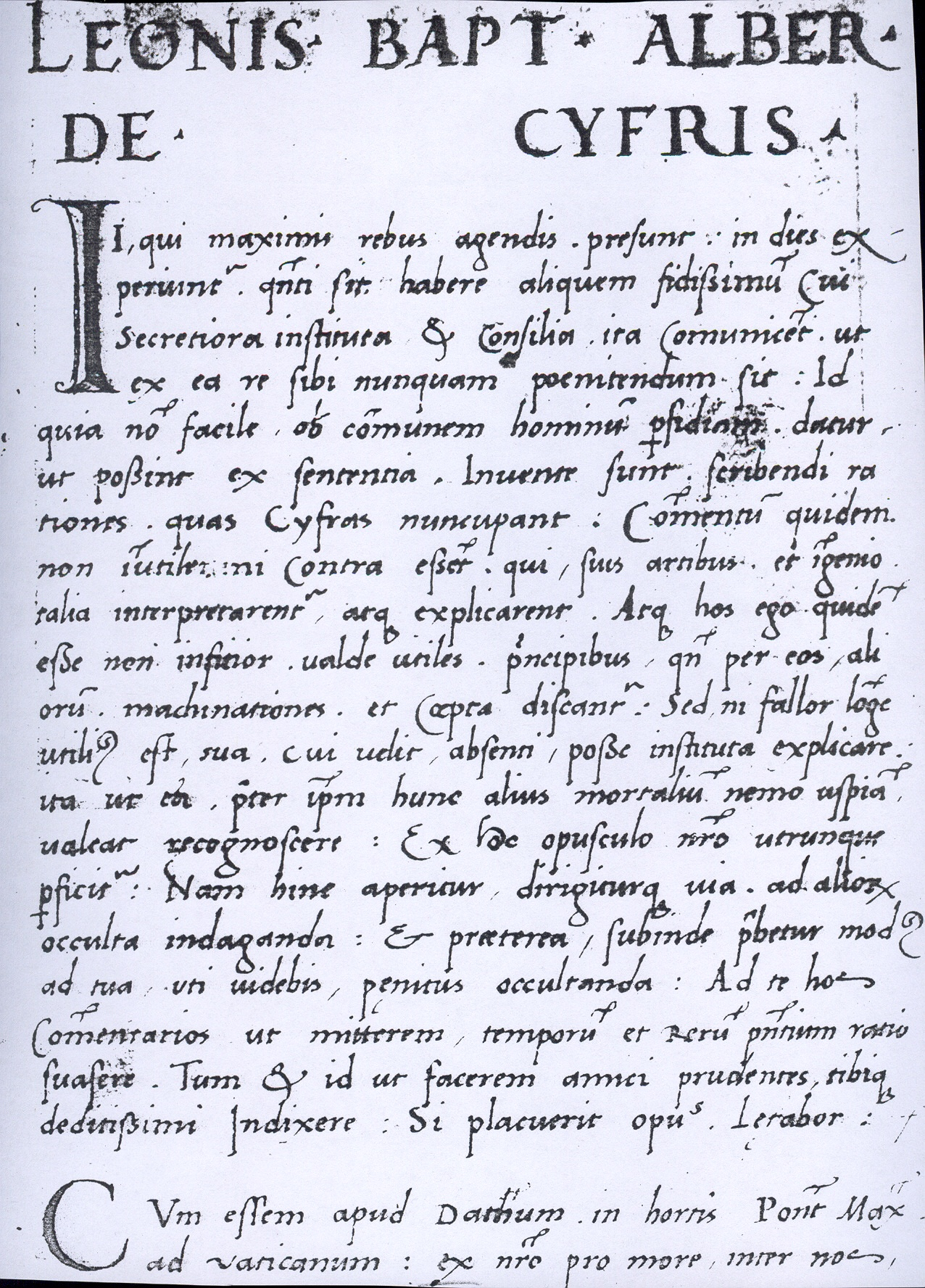
De Cifris. Frontespizio (sec. XVI)

Il testo latino era stato pubblicato da Aloys Meister nel 1906, ma ha continuato a rimanere sconosciuto agli studiosi di crittografia, mentre gli umanisti che vi si sono imbattuti in passato hanno sorvolato sul suo contenuto perché la loro attenzione era focalizzata su altri aspetti della produzione albertiana.
Il De Cifris è spesso ricordato dagli esperti per il famoso disco cifrante, ma non è da trascurare la prima parte dedicata ad uno studio della struttura della lingua, avente lo scopo di salvaguardare la segretezza della propria corrispondenza e di facilitare la decrittazione di quella altrui.
Le circostanze che portarono alla compilazione del De Cifris sono chiaramente esposte nella pagina introduttiva.
Durante una passeggiata nei giardini vaticani, il suo vecchio amico Leonardo Dati, allora segretario apostolico di papa Paolo II, invita Leon Battista a studiare la materia e, se possibile, a suggerirgli quali ritrovati potrebbero essergli utili sia per rendere più sicura la propria corrispondenza cifrata, sia per decrittare quella eventualmente intercettata dagli exploratores.
Nel ristretto periodo di un anno, un anno e mezzo, Alberti riceve l'incarico, studia l'argomento, fa alcune invenzioni strabilianti e stende il suo trattato, così breve e così denso di contenuto. Dati mantiene la carica di segretario apostolico anche dopo la sua nomina a vescovo, tuttavia il De Cifris è dedicato a un'altra persona che non conosciamo.

## Le osservazioni sulla lingua
Nelle prime pagine Alberti esamina innanzitutto i difetti delle cifre esistenti ai suoi tempi, passando poi all'illustrazione delle sue invenzioni che, se capite subito, avrebbero potuto far fare un rilevante passo avanti all'arte crittografica del Quattrocento e del Cinquecento.
Dopo un accenno iniziale all'utilità della crittografia e della crittoanalisi, Alberti definisce il concetto di cifra, poi passa ad osservare che le parole sono composte di sillabe, comprendenti almeno una vocale oltre alle consonanti e calcola le frequenze delle vocali rispetto alle consonanti e fra loro. La presenza delle vocali in un testo latino è di sei-sette vocali ogni otto consonanti e la vocale più rara è la O. Un po' più frequenti sono la A e la U-V.
Rammenta di passaggio la proposta, già avanzata in un'altra opera (Cum de litteris atque caeteris principiis grammaticae tractaremus), di usare per il suono di V un segno speciale, somigliante a una b ma con l'asta verticale incurvata verso sinistra. Questo sdoppiamento dei segni, riproposto da Trìssino solo molti decenni più tardi, a suo parere è utile anche dal punto di vista crittografico, perché l'impiego di due segni diversi invece di uno solo contribuisce a diluirne le frequenze. Le vocali di gran lunga più numerose sono la E e la I.

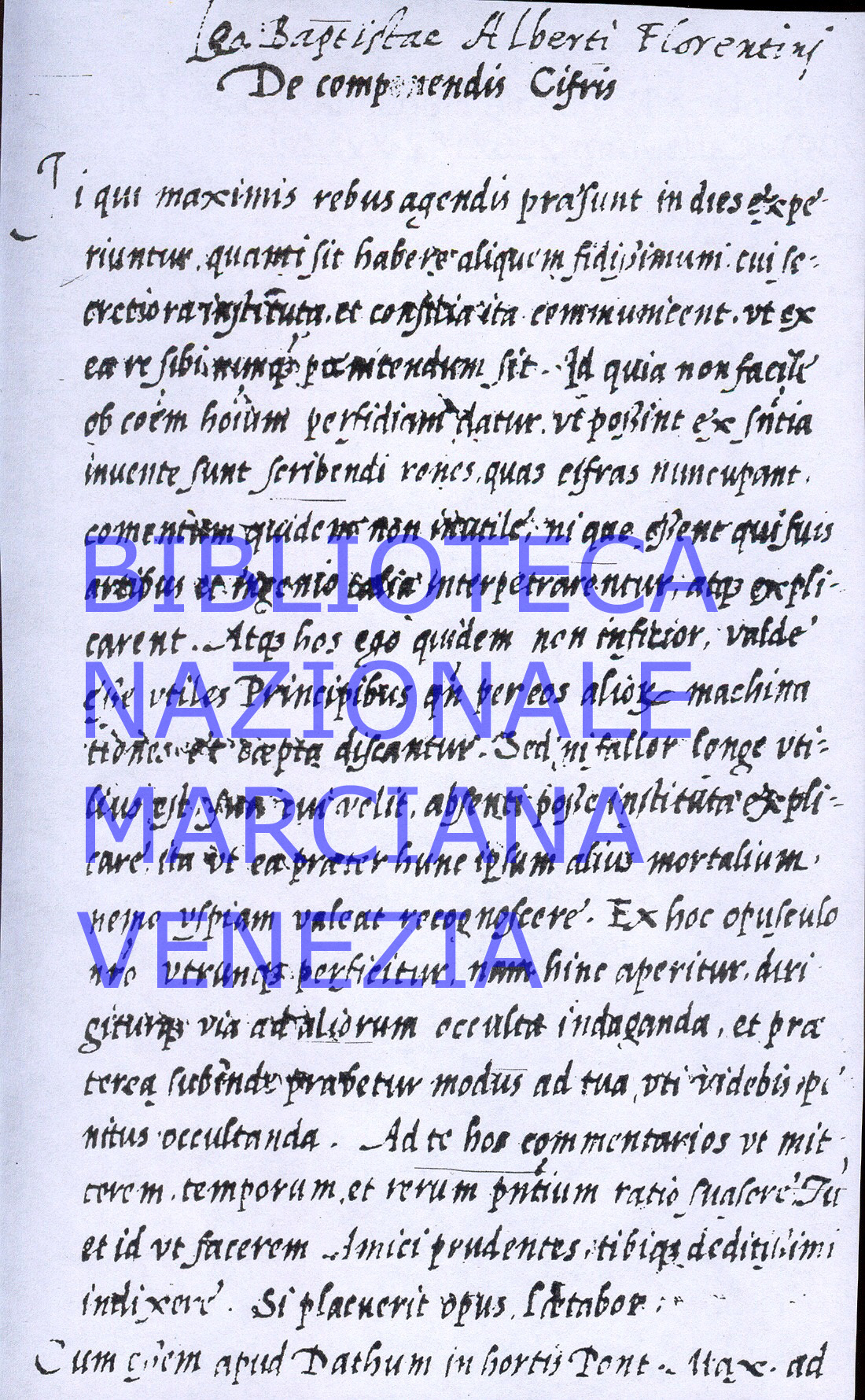
De Cifris. Biblioteca Nazionale Marciana. Cod. Marc. Lat. XIV 32 (4702) f. 1r. (sec. XVI).

Continuando la serie di osservazioni utili ad aliorum occulta indaganda, Alberti osserva che le vocali possono stare all'inizio, all'interno o in fine di parola. Elenca i bigrammi vocalici possibili. Passa poi alle consonanti e alle loro posizioni, da sole o raggruppate nelle sillabe o a cavallo fra due sillabe. Le consonanti rare sono: C, L, Q, K, B, G, F. Le frequenti sono: S, T, R, M, N in quest'ordine. Con un'altra digressione linguistica critica l'uso superfluo della U dopo la Q e l'abbandono della lettera K, che potrebbe usarsi per rappresentare il suono velare della C. Elenca alcuni bigrammi consonantici impossibili in fine di parola: BR, CR, DR, FR, GR, PR, TR; BL, CL, FL, GL, PL; SC, SP, SQ; gruppi che non si trovano all'inizio di parola: NC, NS, NT, NX, PS, LX, RX; trigrammi consonantici seguiti da vocale: SCR, STR, SPL, SCL e, in italiano, anche SBR, SDR, SFR, SGR, SPR.
Dopo altre considerazioni sulle varie posizioni e raggruppamenti delle consonanti, segue l'elenco delle venti lettere latine generalmente utilizzate nel testo in chiaro, con l'osservazione che, se in un crittogramma si trovano più di venti segni sostitutivi diversi, alcuni di essi saranno stati sicuramente utilizzati come lettere otiosas et nihil importantes, note come lettere nulle. A questo punto, conoscendo le frequenze teoriche delle lettere, si possono identificare le vocali, ricordando che esse tendono ad alternarsi alle consonanti con una certa regolarità, senza troppo accostarsi fra loro.
Per quanto riguarda una cifratura intelligente, gli accorgimenti sono invece quelli di utilizzare omofoni (ossia usare più di un segno per cifrare la stessa lettera), trascurare le doppie, aggiungere qualche lettera nulla. 
Naturalmente i segni convenzionali possono essere diversissimi, non escluso l'alfabeto regolare per indicare anche sillabe, oppure intere parole o frasi di repertorio. È anche possibile trasporre le lettere nei più svariati modi prestabiliti, ricordando però che la costanza delle posizioni è sicuramente rilevabile alla lunga. Si può poi compilare una specie di codice dove al posto di una parola o di un concetto se ne scrive un altro, oppure usare vari metodi di scrittura dissimulata, peraltro poco affidabili.

## Il disco cifrante
Entrando nel vivo della materia Alberti descrive il suo metodo: la sostituzione polialfabetica con alfabeti mischiati, cambiati saltuariamente in maniera segreta. Per questa operazione i corrispondenti usano apparecchi identici, detti dischi cifranti, comprendenti due alfabeti posti alla periferia di due dischi concentrici di diverso diametro. Il disco maggiore contiene le venti lettere di uso più comune in carattere maiuscolo e in ordine alfabetico, seguite dalle cifre arabe da 1 a 4. Il disco minore, detto mobile, porta invece un alfabeto di ventiquattro lettere minuscole, disordinate ad libitum, da usare come segni cifrati.
Un primo modo di utilizzo è quello per il quale, concordata con il corrispondente una lettera indice fra le minuscole, si segnala in testa al crittogramma qual è la lettera maiuscola che si trova inizialmente in corrispondenza della lettera indice; si cifrano poi alcune lettere del testo, ricavando sul cerchio interno le loro corrispondenti. Ogni due o tre parole si cambiano le posizioni relative dei due dischi, scrivendo la lettera maiuscola che adesso viene a trovarsi contro la lettera indice. Cifrando ogni tanto un numero singolo si può ottenere una lettera nulla.
È chiaro che l'uso di queste lettere maiuscole nel cifrato può insospettire il decifratore avversario. Potrà quindi risultare preferibile convenire come indice una delle lettere maiuscole che, cifrata a piacere, indicherà al corrispondente la posizione iniziale dei due dischi. Lo spostamento relativo dei dischi sarà allora segnalato cifrando uno dei quattro numeri. La lettera minuscola così ottenuta verrà quindi posta sotto la lettera indice e la cifratura potrà ricominciare.
Con il sistema albertiano la segnalazione del cambio dell'alfabeto avviene ad intervalli irregolari, con segnalazione segreta delle nuove lettere chiave, producendo un crittogramma di fronte al quale il crittoanalista si trova disorientato dal continuo, erratico cambiamento di valori e non può assolutamente mettere a frutto eventuali equivalenze chiaro-cifrato già scoperte.

## Il codice sopracifrato
Dopo aver preparato una tabella di 336 gruppi numerici, formata disponendo per due, per tre e per quattro le cifre 1, 2, 3, 4, si può assegnare a ciascun gruppo una frase convenzionale senza seguire l'ordine alfabetico, ottenendo così un piccolo repertorio. Volendo inserire nel crittogramma una di queste frasi, basta cercare il numero corrispondente e cifrarlo come se fosse una parola del chiaro. Disponendo di due elenchi, uno ordinato alfabeticamente e l'altro numericamente, si può usare agevolmente il primo per cifrare e il secondo per decifrare. Questo corrisponde alla descrizione moderna di un codice a due parti sopracifrato.
Il trattato termina con la figura del disco cifrante e  la tabella dei 336 gruppi numerici da 11 a 4444. Segue in appendice un accenno alla possibilità di trasmettere le frasi del codice anche per mezzo di segnalazioni ottiche.

## Le fonti
Pur riconoscendo la vastità di interessi nell'arco di tutta la vita, documentati dalle sue opere e dalle analisi compiute dai suoi biografi, non risulta che Leon Battista Alberti si sia mai dedicato all'arte della crittografia, neanche per mera curiosità intellettuale, prima della stesura del trattato. Le considerazioni linguistiche che si trovano nella prima parte del De Cifris sembrano richiamarsi ai suoi precedenti studi filologici piuttosto che a una pratica quotidiana di cifrista o crittoanalista. Alberti dichiara di essere partito da zero nella sua ricerca indagando et pensitando, senza alcun cenno a studi precedenti o conoscenze particolari, anzi cominciando proprio col formulare una sua definizione di cifra: "sic incidit in mentem ut ponerem cyfram esse rationem quandam scribendi notis…". Non cita alcuna fonte, ma si comprende che le sue osservazioni sono il risultato di ricerche eseguite su materiale tradizionale. Intanto, in altre sue opere si trovano citati alcuni autori classici quali Aulo Gellio, Prisciano, Ovidio e Svetonio che, trattando di linguistica o di scritture segrete, devono essere annoverati fra le sue fonti.

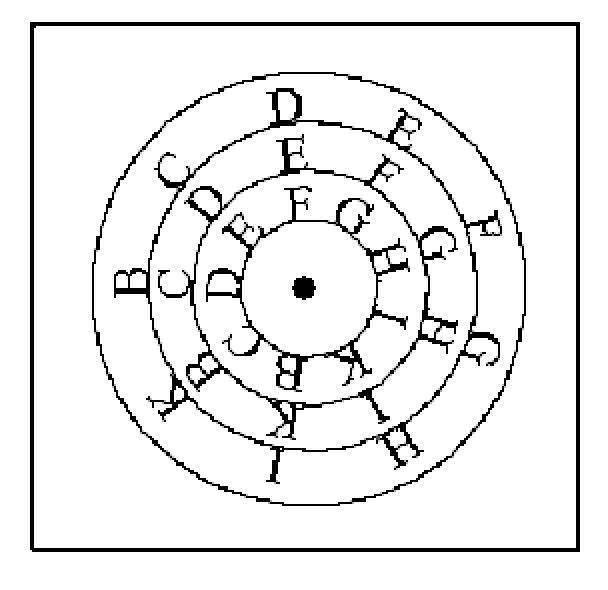
Ars Compendiosa Dei in Monte Pessulano (1308). Quarta figura.

### Raimondo Lullo
Lo storico David Kahn ipotizza che, per la sua ratio occultissima scribendi, Alberti poteva aver presente l'ars inventiva veritatis di Raimondo Lullo, della cui opera conservava un esemplare nella sua biblioteca, e nella quale è illustrato un metodo dialettico di riflessione sui vari attributi della divinità, scritti su ruote a volte per esteso e a volte sottintesi da lettere dell'alfabeto, come nell'algebra. Mentre i tre cerchi concentrici ruotano, i vari attributi, o le nove lettere che li rappresentano, si trovano giustapposti in tutte le maniere possibili, per suggerire sempre nuovi argomenti atti a suffragare il proprio assunto. La forma circolare era certamente più suggestiva di una semplice tabella a doppia entrata. L'alfabeto di Lullo non è completo, ma il meccanismo è lo stesso del disco cifrante.

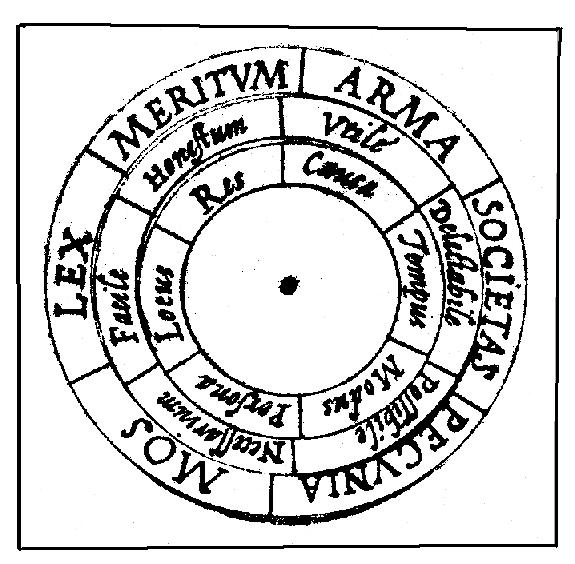
Trivia senatoria (sec. XV). Disco combinatorio.

### ITrivia
Un apparecchio rotante si trova anche in alcuni esemplari dei Trivia senatoria, concepiti non molti anni prima del De Cifris. Tre dischi, che portano sulla circonferenza sei parole ciascuno, possono comporre mediante rotazione una serie di catene di tre concetti per chi debba farne uso a fini retorici. Qui siamo in piena ars combinatoria di tipo lulliano.

### Giovanni Fontana
C'è un altro autore che presenta qualcosa di ancora più somigliante al disco dell'Alberti. Questi è Giovanni Fontana. Di poco più vecchio di Alberti, prima studente, poi anziano a Padova negli stessi anni in cui Leon Battista studia grammatica in quella città, è autore di opere che rientrano in pieno negli interessi di Alberti. Illustra macchine idrauliche, sifoni e strumenti topografici che ritroviamo nelle opere albertiane. Fra i molti dispositivi di mnemotecnica descritti nel Secretum de thesauro (circa 1430), un apparecchio richiama da vicino il disco cifrante.

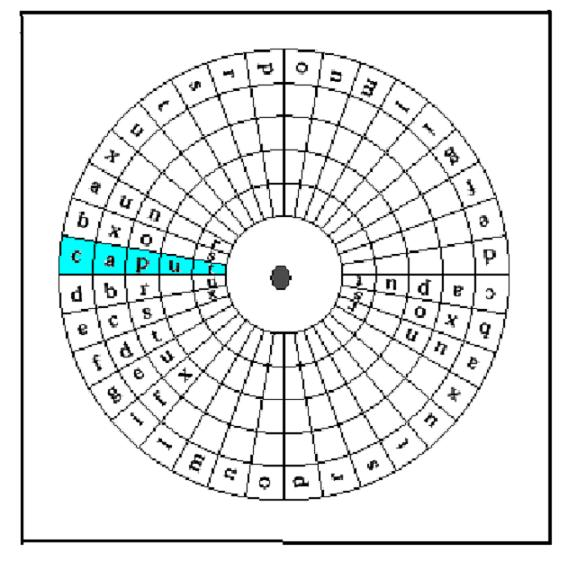
Secretun de Thesauro (ca. 1430). Disco combinatorio.

Una serie di dischi concentrici, portanti gli alfabeti regolari lungo le loro circonferenze, serve a registrare le brevi parole che si possono formare lungo un raggio comune.
A differenza dell'ars combinatoria del tipo lulliano, che ha intenti logici, qui lo scopo è registrare brevi motti per ricavarli successivamente in modo del tutto meccanico. Anche se lo scopo è diverso da quello del De Cifris, l'apparecchio di Fontana è proprio un disco cifrante, equivalente ad un regolo cifrante multiplo. Alberti limita a due i cerchi concentrici, mischia uno dei due alfabeti, completa l'altro con quattro numeri per aggiungere funzionalità al suo metodo. Non c'è prova che Alberti conoscesse Fontana, la cui opera è stata molto trascurata dai posteri ma che, a suo tempo, poté aver goduto di qualche notorietà. Inoltre il Secretum è tutto scritto in cifra. Quale migliore occasione per consultarlo, se fosse stato reperibile?

### Fonti arabe
Fra le fonti albertiane non sono menzionate le opere manoscritte dei crittologi arabi recentemente trovate negli archivi di Istanbul, che sono restate ignote a tutti gli studiosi occidentali e orientali fino ai giorni nostri. Di tre di questi autori, ibn Dunaynīr, ibn ‘Adlān e ibn al-Durayhim, si può dire che i loro ritrovati erano già nell'aria in Italia, anche se non erano stati prodotti trattati ad hoc. Lo dimostrano i numerosi nomenclatori usati in tutte le corti italiane, che contengono omofoni, nulle, frasi di codice che chiaramente erano intese a difendere le cifre monoalfabetiche in uso a quel tempo. In nessuno di questi testi arabi è adombrata la tecnica polialfabetica, di cui Alberti è l'esclusivo inventore. Una menzione a parte merita il lavoro di al-Kindī, il quale, sempre muovendosi in ambito monoalfabetico, concepisce un modo di risolvere il crittogramma basato sul conteggio delle lettere presenti in un testo campione, ordinandole secondo la loro frequenza decrescente, esattamente come descritto quasi con le stesse parole da Alberti.

## Storia e fortuna del testo
Nel 1518 appare postuma la Polygraphia dell'abate Tritemio, che contiene un metodo di cifratura polialfabetica basato su una tavola di 24 alfabeti normali, ciascuno spostato di un posto rispetto al precedente. Per cifrare si sostituisce la prima lettera del chiaro usando il primo alfabeto, la seconda usando il secondo alfabeto e così via. Evidentemente Tritemio ignorava il contenuto del De cifris, mentre la tavola, attribuita poi a Blaise de Vigenère, va senz'altro assegnata al tedesco ma, nella sua forma più semplice, rappresenta un netto regresso rispetto al metodo esposto da Alberti.
Anche se il De Cifris esiste già a stampa nella traduzione italiana, Vigenère non si rende conto dell'importanza dell'invenzione. Nell'introduzione del suo Traicté des Chiffres cita gli autori che riconosce e apprezza, ma fra questi manca Alberti.
Le collezioni di cifre del secolo XVI contengono molte tavole polialfabetiche che tuttavia i cifristi consideravano troppo complesse da usare e fonte di errori che essi non erano in grado di correggere. 
Così, passando da un autore all'altro in forme sempre meno sicure di quella originale, la sostituzione polialfabetica si diffonde, come concetto, nel più completo oblio del suo inventore ed è raramente applicata nella pratica quotidiana. La sopracifratura viene reinventata nel secolo XIX. Un disco cifrante ad alfabeti ordinati e reciproci è ancora utilizzato a livello tattico dall'esercito statunitense agli inizi della prima guerra mondiale. I secoli che seguono l'uscita dell'edizione veneziana del De Cifris segnano una frattura fra l'ambiente degli umanisti, che continuano a considerare il trattato un esercizio grammaticale ed i crittografi, che avrebbero potuto assimilarne i concetti se solo avessero avuto notizia della traduzione o dell'esistenza dei manoscritti sepolti nelle varie biblioteche.
Nella sua storia della crittografia, David Kahn enuncia i tre primati di Alberti e cioè: la compilazione del primo trattato occidentale che parla di crittoanalisi, l'invenzione della sostituzione polialfabetica, l'invenzione del codice sopracifrato. Con l'uscita, negli anni '90, dell'edizione critica e delle traduzioni italiana e inglese, finalmente il trattato ha ricevuto la notorietà che meritava.